# Gendun Gyatso
Gendun Gyatso Palzangpo (« Océan Sublimement Glorieux des Aspirants à la Spiritualité », tibétain : དགེ་འདུན་རྒྱ་མཚོ, Wylie : dge 'dun rgya mtsho), né Sangye Phel à Tanak (Ngamring, région de Shigatsé, (30 décembre 1475– 24 mars 1542), à Drépung, est le deuxième dalaï-lama. Il fut proclamé comme étant la réincarnation de Gendun Drup lorsqu'il était enfant.
La légende dit que peu après avoir appris à parler, il dit à ses parents que son nom était Pema Dorje, le nom de naissance du premier dalaï-lama. À quatre ans, il aurait dit à ses parents qu'il voulait aller vivre avec les moines du monastère de Tashilhunpo.
Enfant, les moines le trouvèrent alors qu'ils étaient à la recherche de l'incarnation du dalaï-lama précédent. Il leur aurait dit qu'il les attendait.
À 11 ans, il prit ses vœux de moine novice.

### Œuvres du2edalaï-lama
- (en) Dalai Lama II Dge-Dun-Rgya-Mtsho, Selected Works of the Dalai Lama II: Tantric Yogas of Sister Niguma, trad. par Glenn H. Mullin, Snow Lion, coll. "Teachings of the Dalai Lamas", 1985, 225 p.
- "Poème du 2° Dalaï Lama : Hommage à Sarasvati".

### Études sur le2edalaï-lama
- Bernard Baudouin, Le grand livre des dalaï-Lamas. Transmission du pouvoir spirituel dans le bouddhisme tibétain, éd. de Vecchi, 2004, 134 p.  (ISBN 2-7328-8185-6)
- Roland Barraux, Histoire des Dalaï-Lamas. Quatorze reflets sur le Lac des Visions, Albin Michel, coll. "Espaces libres", 2002, 393 p.  (ISBN 2-226-13317-8)
- Martin Brauen, Les Dalaï-Lamas. Les 14 réincarnations du bodhisattva Avalokiteshvara, Favre, 2005, 303 p.
- (en) Glenn H. Mullin, The Second Dalai Lama. His Life and Teachings, Snow Lion, 2005, 288 p. (édition antérieure : Mystical Verses of a Mad Dalai Lama, Quest Books, 1996, 270 p.).
- Glenn H. Mullin, Les quatorze Dalaï-Lamas (2001), préface du 14° Dalaï-Lama, trad. Philippe Beaudoin, Éditions du Rocher, 2004, 616 p.
- (en) William Woodville Rockhill, "The Dalai Lamas of Lhasa and their relations with the Manchu emperors of China, 1644-1908", T'oung Pao, 1910, t. 11, p. 1-104.